# 措那湖站

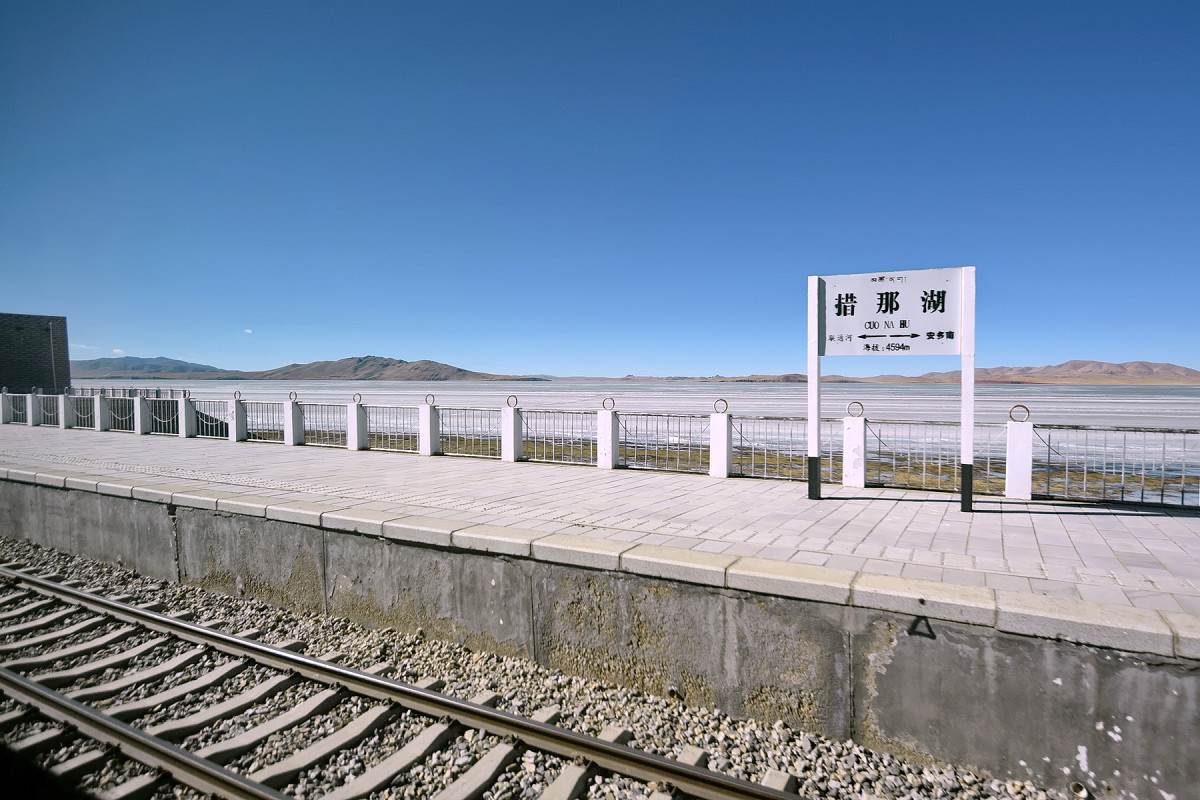
措那湖站站牌

措那湖站位于中国西藏自治区那曲地区安多县，世界海拔最高的淡水湖错那湖附近，海拔4594米，于2006年7月1日启用。该站为青藏铁路的无人驻守观景车站，中心里程K1538+283，由青藏铁路集团公司营运。

## 车站设施
措那湖站站房设计模仿典型藏族民居，墙壁铺上灰色大理石，地面则铺红黄色相间的水泥砖。

## 使用情况
措那湖站是青藏铁路的无人站，有14列旅客列车经过此站，主要为拉萨到发的各类旅客列车。

## 始发车次
目前措那湖站未有任何始发车次。

## 历史
- 2006年7月1日：措那湖站建成启用。
- 2006年8月29日13時，重慶至拉薩T223次列车行至措那湖站時餐車（9号车厢）脫線，導致其它列車晚點，有4000多人受影響。至18時，青藏鐵路恢復正常行車[6]。